# 端本秀夫
端本 秀夫（はしもと ひでお、1973年 - ）は日本の財務官僚。

## 来歴
ラ・サール高等学校、東京大学法学部卒業。1996年 大蔵省入省（大臣官房秘書課） 。当時の秘書課長は渡辺博史、秘書課企画官に田中一穂がいた。採用活動や人事関連の資料作りをしていた。1998年6月 南メソジスト大学へ留学。金融などを学んだ。2005年7月 花巻税務署長。2006年7月 財務省国際局開発機関課長補佐。世界銀行グループの取締役会（理事会）で検討される開発政策案件などを担当。2008年7月 国際局為替市場課長補佐。外貨準備の管理・運用を担当。2010年7月 主計局総務課長補佐。2013年6月 主計局主計官補佐（地方財政係主査）。2015年7月10日 主計局総務課長補佐（企画担当）兼主計局総務課予算企画室長。予算全体の取りまとめを担当。予算全体の取りまとめの際には、全省庁の予算事業を総覧してどう優先順位付けをするか考えていたという。2020年7月20日 金融庁総合政策局参事官（信用制度担当）兼金融庁企画市場局信用制度参事官兼金融庁企画市場局総務課決済システム強化推進調整官。2022年7月1日 主計局主計官（厚生労働、こども家庭担当）。少子化対策に取り組んだ。2023年7月4日 主計局主計官（厚生労働、社会保障総括担当）兼主計局主計官（厚生労働、こども家庭担当）。同年7月7日 主計局主計官（厚生労働、社会保障総括担当）。2025年7月1日名古屋国税局長。

## 略歴
- 1996年4月：大蔵省入省（大臣官房秘書課）[3][4][5]。
- 1998年6月：留学（南メソジスト大学）。
- 2000年7月：主税局総務課総務第一係長[7]。
- 2001年1月6日：財務省主税局総務課総務第一係長[7]。
- 2002年7月：金融庁総務企画局市場課長補佐（基金担当）[8]。
- 2004年7月：金融庁総務企画局企画課長補佐。
- 2005年7月：花巻税務署長。
- 2006年7月：国際局開発機関課長補佐。
- 2008年7月：国際局為替市場課長補佐。
- 2010年7月：主計局総務課長補佐。
- 2011年：主計局主計官補佐（文部科学第一、二係主査）（教育予算担当）。
- 2013年6月：主計局主計官補佐（地方財政係主査）。
- 2014年7月：主計局主計官補佐（厚生労働総括、第一係主査）。
- 2015年7月10日：主計局総務課長補佐（企画担当） 兼 主計局総務課予算企画室長。
- 2016年6月22日：国際局為替市場課資金管理室長。
- 2017年6月28日：国際局付、派遣職員（国際通貨基金（IMF））。
- 2020年7月2日：国際局付。
- 2020年7月20日：金融庁総合政策局参事官（信用制度担当） 兼 金融庁企画市場局信用制度参事官 兼 金融庁企画市場局総務課決済システム強化推進調整官。
- 2022年7月1日：主計局主計官（厚生労働、こども家庭担当）。
- 2023年7月4日：主計局主計官（厚生労働、社会保障総括担当） 兼 主計局主計官（厚生労働、こども家庭担当）。
- 2023年7月7日：主計局主計官（厚生労働、社会保障総括担当）。